# أولغا بوجدانوفا
أولغا بوجدانوفا (بالروسية: Ольга Константиновна Богда́нова ؛ 29 يونيو 1896 - مارس 1982) كيميائية سوفيتية، متخصصة في الحفز العضوي.

## السيرة الشخصية
في العشرينات من القرن الماضي عملت بوجدانوفا في مختبر في مصنع للمطاط الصناعي.
منذ أوائل ثلاثينيات القرن الماضي عملت في معهد زيلينسكي للكيمياء العضوية التابع لأكاديمية العلوم في الاتحاد السوفيتي (الآن: الأكاديمية الروسية للعلوم). كانت بوجدانوفا طالبة ولسنوات عديدة وزاملت الأكاديميين زيلينسكي وبلاندين.

## الجوائز والأوسمة
- جائزة ستالين، الدرجة الثانية (1950): للتطوير والتطبيق الصناعي لمحفز يستخدم في عمليات كيميائية جديدة.
- وسام الراية الحمراء للعمل (1953، 1967).
- ميداليات أخرى.